# Zhou Yu (Tischtennisspieler)
Zhou Yu (chinesisch 周 雨, Pinyin Zhōu Yǔ; * 19. Mai 1992 in Siyang, Provinz Jiangsu, Volksrepublik China) ist ein chinesischer Tischtennisspieler. 2013 nahm er zum ersten Mal an der Weltmeisterschaft für Erwachsene teil und gewann eine Bronzemedaille im Doppel mit Wang Liqin.

## Werdegang
Da man für Zhou Yu in seiner Heimat Jiangsu keine Perspektiven sah, zog er als Achtjähriger in die Provinz Henan, wo er als bester Spieler seiner Altersklasse auf sich aufmerksam machte. Ende 2007 wurde er Jugend-Nationalspieler. 2012 gewann er die nationale chinesische Meisterschaft der Erwachsenen.
International trat er 2009 in Erscheinung, als er in Hongkong den World Junior Cup im Einzel gewann. Es folgten Siege bei den Jugend-Asienmeisterschaften 2010 im Einzel und mit der Mannschaft sowie im Teamwettbewerb der Jugendweltmeisterschaft 2010, wo er zudem im Einzel, Doppel und Mixed das Halbfinale erreichte.
2019 wurde Zhou Yu vom chinesischen Tischtennisverband für drei Monate gesperrt, weil er bei den Ungarn-Open den Beleg seines Schlägers teilweise abriss und danach mit einem Ersatzschläger weiterspielen wollte. Die Regeln erlauben allerdings nur dann den Austausch des Schlägers, wenn dieser unbeabsichtigt beschädigt wurde ("Internationale Tischtennisregeln B", Mai 2017, Absatz 4.2.4).

## Turnierergebnisse
| Verband | Veranstaltung                      | Jahr | Ort          | Land | Einzel        | Doppel     | Mixed      | Team |
| ------- | ---------------------------------- | ---- | ------------ | ---- | ------------- | ---------- | ---------- | ---- |
| CHN     | Asienmeisterschaft ATTU (Junioren) | 2010 | Bangkok      | THA  | Gold          |            |            | 1    |
| CHN     | Pro Tour                           | 2013 | Wels         | AUT  | Viertelfinale | letzte 16  |            |      |
| CHN     | Pro Tour                           | 2012 | Poznań       | POL  | Silber        | Silber     |            |      |
| CHN     | Pro Tour                           | 2012 | Ekaterinburg | RUS  | Silber        | Silber     |            |      |
| CHN     | Jugend-Weltmeisterschaft           | 2010 | Bratislava   | SVK  | Halbfinale    | Halbfinale | Halbfinale | 1    |
| CHN     | World Junior Circuit               | 2009 | Hong Kong    | HKG  | Gold          |            |            |      |